# Stena-Searunner-Klasse
Die Stena-Searunner-Klasse ist eine Baureihe von RoRo-Schiffen die Ende der 1970er Jahre für die schwedische Reederei Stena Line entwickelt wurde. Der Entwurf wurde in elf Einheiten auf der südkoreanischen Werft Hyundai Heavy Industries gebaut und von verschiedenen Reedereien eingesetzt. Die Serie zählt zu den erfolgreichsten Entwürfen dieser Schiffsgattung.

## Einzelheiten

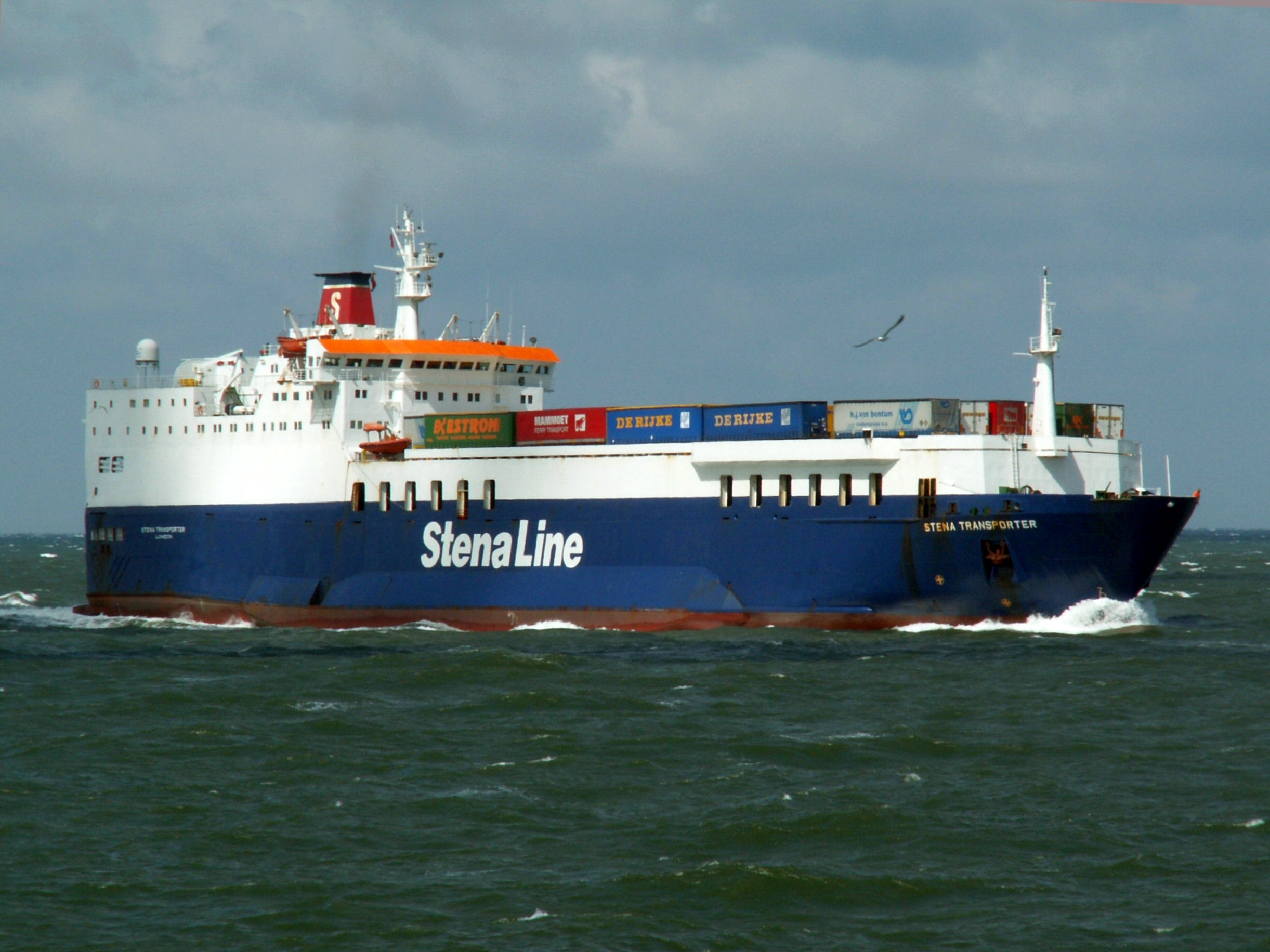
Die Stena Transporter

Die Schiffe sind als RoRo-Schiff mit achterem Deckshaus und Eisklasse ausgelegt. Die Schiffe verfügen über eine achtern angeordnete RoRo-Rampe, aber über kein Ladegeschirr. Der Entwurf entstand im Auftrag der schwedischen Stena Line beim Schiffsingenieurbüro Knud E. Hansen in Kopenhagen.
Alle Schiffe wurden im Laufe ihrer Karriere umgebaut, ein Großteil davon sogar mehrfach. Die Umbauten umfassten verschiedene Bereiche, wie beispielsweise Verlängerungen, Verbreiterungen, Erhöhungen und den Ausbau der Passagierkapazität.
Der Antrieb der Schiffe besteht aus zwei von Nippon Kōkan in Lizenz gefertigten Zwölfzylinder-Viertakt-Dieselmotor in V-Anordnung des Typs Pielstick 12PC25V. Die Leistung der Antriebsanlage war von Beginn an auf eine Vergrößerung der Schiffe ausgelegt. Die An- und Ablegemanöver werden durch Bugstrahlruder unterstützt. Ein Teil der Schiffe war mit Flossenstabilisatoren ausgestattet oder nachträglich nachgerüstet.

## Die Schiffe

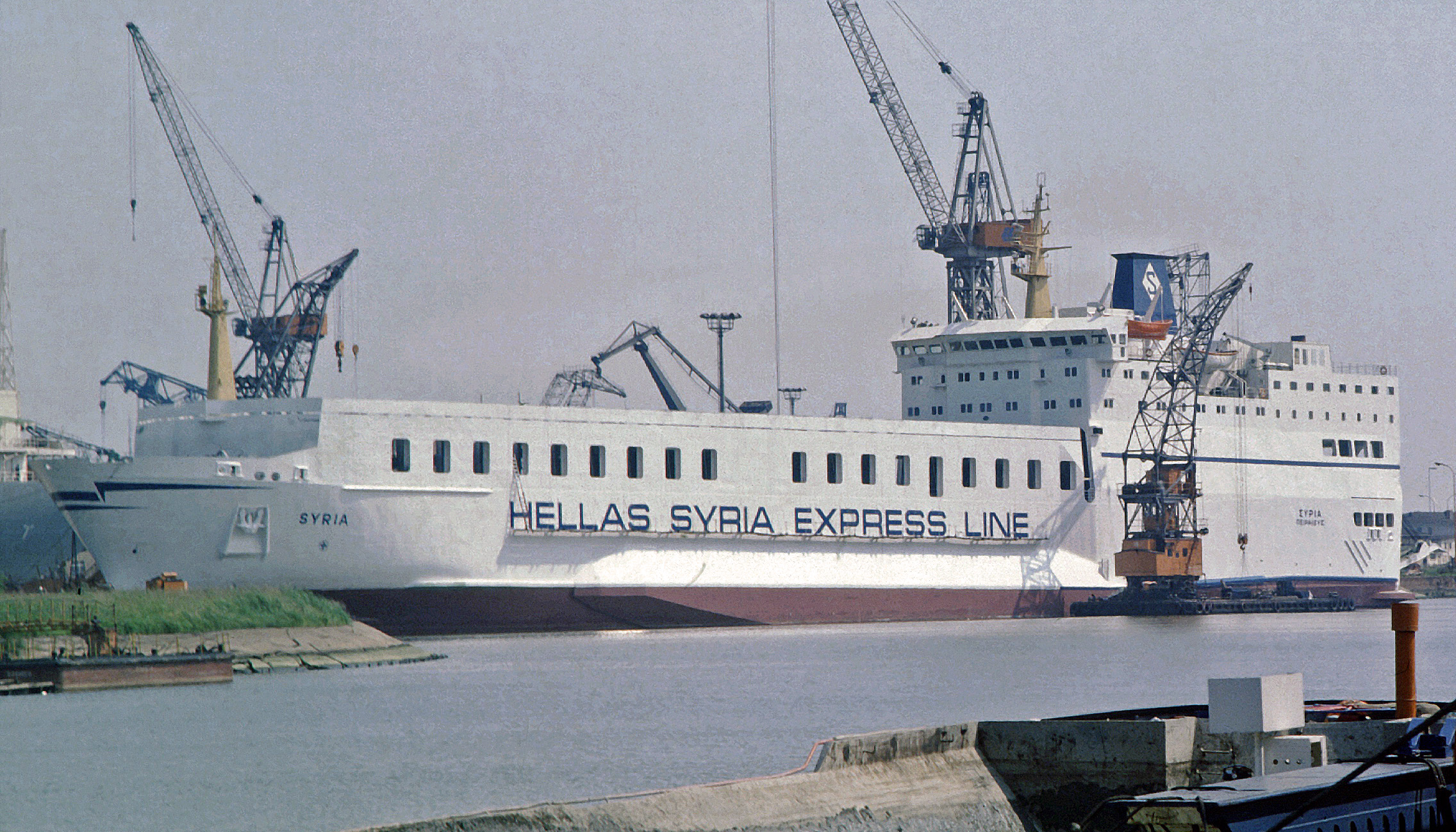
Alpha Enterprise 1979 beim Umbau zum RoPax Syria in Bremerhaven

| Stena-Searunner-Klasse       | Stena-Searunner-Klasse | Stena-Searunner-Klasse | Stena-Searunner-Klasse                            | Stena-Searunner-Klasse                        | Stena-Searunner-Klasse |
| Bauname                      | Bau- nummer            | IMO- Nummer            | Kiellegung Stapellauf Ablieferung                 | Auftraggeber                                  | Umbenennungen und Verbleib |
| ---------------------------- | ---------------------- | ---------------------- | ------------------------------------------------- | --------------------------------------------- | --- |
| Merzario Ausonia             | 642                    | 7528568                | 21. März 1977 11. Mai 1977 31. August 1977        | Sten A. Olsson, Göteborg Rederi A/B Concordia | 1980 Stena Freighter, 1982 Jolly Giallo, 1982 Jolly Turchese, 1983 Stena Freighter, 2004 Global Freighter, am 29. September 2011 in Alang zum Abbruch eingetroffen und am 5. Oktober 2011 bei R.L. Kalthia Ship Breaking gestrandet |
| Stena Runner                 | 643                    | 7528570                | 1. Juni 1977 15. Juli 1977 4. November 1977       | Stena Container Line, London                  | 1978 Alpha Progress, 1979 bei der Lloyd-Werft in Bremerhaven zum RoPax Hellas umgebaut, 1982 bei der Lloyd-Werft in Bremerhaven verlängert, 1986 Doric Ferry, 1992 European Tideway, 2002 Ideway, 2002 Stena Transfer, 2010 Transfer, am 1. März 2012 in Alang zum Abbruch eingetroffen und am 10. März 2012 bei Kalthia Ship Breaking gestrandet |
| Norsky                       | 644                    | 7528582                | 14. Februar 1977 21. Juni 1977 30. November 1977  | Stena Container Line, London                  | 1980 Stena Shipper, 1980 Merzario Ionia, 1981 Constellation Enterprise, 1986 Stena Shipper, ab 4. September 1987 bei Blohm & Voss in Hamburg umgebaut und währenddessen zunächst N&T 700, bei Fertigstellung in Graip umbenannt, 1998 Chong Ming Dao, 2006 Kilmore, am 3. Mai 2010 zum Abbruch bei Simseklar in Aliağa eingetroffen |
| Elk                          | 645                    | 7528594                | 14. Februar 1977 21. Juni 1977 28. Dezember 1977  | Stena Container Line, London                  | Am 10. März 1979 vor Göteborg auf Grund gelaufen und am 13. März geborgen, am 4. April 1982 für den Falklandkrieg requiriert und im Juli 1982 zurückgeliefert, am 16. August 1986 nach Verlängerung bei der Werft Ateliers Reunis du Nord et de l’Ouest in Dünkirchen wieder in Fahrt, 2001 Tor Baltica, 2011 Balticum, am 24. November 2011 zum Abbruch bei NBM Iron & Steel Trading in Alang eingetroffen und am 29. November auf den Strand gesetzt                                                                         |
| Stena Prosper                | 646                    | 7528609                | 18. April 1977 26. August 1977 6. Februar 1978    | Stena Container Line, London                  | Vom Stapel als Atlantic Prosper in Charter der Atlantic Container Line, 1981 Stena Ionia, 1981 Merzario Ionia, 1982 Stena Ionia, 1985 Stena Gothica, 1986 bei der Lloyd-Werft in Bremerhaven umgebaut, 1988 Stena Gothica, 1997 Finnbirch, am 1. November 2006 in Position 56,49°N; 017,13°E gekentert und gesunken |
| Stena Project                | 648                    | 7528623                | 25. Juni 1977 13. Januar 1978 23. März 1978       | Stena Line, London                            | Vom Stapel als Atlantic Project in Charter der Atlantic Container Line, 1981 Merzario Hispania, 1983 Stena Hispania, 1984 Kotka Violet, 1984 Stena Hispania, 1986 Stena Britannica, 1986 bei der Lloyd-Werft in Bremerhaven umgebaut, 1988 Bore Britannica, 1996 Finnforest, am 3. September 2011 zum Abbruch in Alang gestrandet |
| Tor Felicia                  | 647                    | 7528611                | 17. Oktober 1977 22. Dezember 1977 8. Mai 1978    | Stena Line, London                            | 1978 Merzario Grecia, 1983 Stena Grecia, 1987 Atlantic Freighter, 2010 Pelagitis, so in Fahrt |
| Alpha Enterprise             | 649                    | 7528635                | 25. Juni 1977 1. Februar 1978 31. Mai 1978        | Stena Container Line, London                  | 1980 bei der Lloyd-Werft in Bremerhaven auf 25,28 Meter verbreitert und zum RoPax Syria umgebaut, 1981 bei der Lloyd-Werft in Bremerhaven auf 184,61 Meter verlängert, 1983 Stena Transporter, 1985 Cerdic Ferry, 1991 European Freeway, 2002 Freeway, 2002 Stena Partner, 2010 Sea Partner, 2021 CENK T so in Fahrt |
| Imparca Express I            | 650                    | 7528647                | 11. Juli 1977 17. März 1978 30. Juni 1978         | Stena Atlantic Line, Bermuda                  | 1980 Stena Carrier, 1980 Imparca Miami, 1981 Stena Carrier, 1982 Jolly Bruno, 1982 Jolly Smeraldo, 1983 Stena Carrier, 2004 Global Carrier, am 7. Juni 2012 bei Demtas in Aliağa zum Abbruch gestrandet |
| Merzario Espania             | 651                    | 7528659                | 11. Juli 1977 20. März 1978 31. Juli 1978         | Stena Container Line, London                  | 1978 Merzario Hispania 1981 bei der Lloyd-Werft in Bremerhaven zum RoPax Nordic Ferry umgebaut, im Mai 1982 für den Falklandkrieg requiriert und im Juli 1982 zurückgeliefert, 1986 bei der Werft Wilton-Fijenoord in Rotterdam für den Transport von bis zu 350 Passagieren umgebaut, 1991 Pride of Flanders, 2002 Flanders, 2002 Stena Transporter, 2009 Strada Corsa, 2013 La Paz Star, 2016 Med Star, 2017 Abbruch in Aliaga                                                                                               |
| Stena Trader                 | 652                    | 7528661                | 3. September 1977 5. Juli 1978 15. September 1978 | Stena Container Line, London                  | Als Stena Transporter fertiggestellt, 1979 Finnrose, 1980 Stena Transporter, 1980 bei der Lloyd-Werft in Bremerhaven zum RoPax Baltic Ferry umgebaut, im Mai 1982 für den Falklandkrieg requiriert und 1983 zurückgeliefert, 1985 bei der Werft Wilton-Fijenoord in Rotterdam für den Transport von bis zu 350 Passagieren umgebaut, 1991 Pride of Suffolk, 2001 European Diplomat, 2005 Diplomat, 2011 Pavilion, am 7. August 2011 zum Abbruch in Alang eingetroffen und am 12. August bei der Crown Steel Company gestrandet |
| Daten: Equasis, grosstonnage |                        |                        |                                                   |                                               | |